# I'm in Love Again
I'm In Love Again è il sesto album solista pubblicato dall'artista americana Patti LaBelle nel 1983. Fu la svolta commerciale per la LaBelle, con i suoi primi successi nella top 10 della classifica R&B, Love, Need and Want You e If Only You Knew, quest'ultima in cima alla classifica R&B all'inizio del 1984. Successivamente è stata certificata oro per aver venduto mezzo milione di copie e ha aperto la strada alla sua svolta pop alla fine del 1984 con il successo dance New Attitude.

## Storia
Nel 1977, Patti LaBelle iniziò la sua carriera da solista dopo sedici anni con il gruppo LaBelle . Mentre il suo album di debutto, pubblicato con la Epic, ha avuto successo, i successivi tre album non sono riusciti a generare un successo simile. Nel 1981, alla scadenza del suo contratto con la Epic, firmò con la Philadelphia International Records e pubblicò l'album, The Spirit's in It, che produsse un certo successo e convinse l'etichetta a farle produrre un seguito. LaBelle ha iniziato a registrare il suo secondo album con l'etichetta nel 1982 presso i famosi Sigma Sound Studios di Philadelphia con i produttori Kenny Gamble, Leon Huff e Dexter Wansel .
Gamble & Huff, responsabili della produzione esecutiva della registrazione di LaBelle, hanno cercato di trovare canzoni che potessero dare alla cantante un successo strepitoso, notando il fatto che la cantante non aveva avuto un grande successo dall'uscita del suo classico del 1974, "Lady Marmalade". Più o meno nello stesso periodo, LaBelle si è impegnata partecipando a spettacoli teatrali di Broadway e a varie produzioni teatrali musicali, tra cui Your Arms Too Short to Box with God, For Colored Girls Who Have Considered Suicide When the Rainbow Is Enuf e Working. Ebbe inoltre un ruolo nel film, A Soldier's Story, che ha interrotto la produzione del secondo album. Nello stesso anno, LaBelle si era sottoposta a un trattamento di chirurgia plastica sul naso. Lei sostenne che lo fece solo per "cantare note più alte". Solo in seguito la cantante ha ammesso di aver subito l'intervento chirurgico per motivi di "vanità" e nonostante disse di amare il nuovo naso, si pentì di averlo fatto.

## Registrazione
La registrazione dell'album ebbe luogo in varie date tra il 1982 e il 1983. A causa degli impegni di Patti LaBelle, l'uscita dell'album fu spesso ritardata. Le registrazioni del 1982 erano soprattutto canzoni d'amore incentrate sulla strumentazione dal vivo e sulle corde, tra cui "I'm in Love Again", "Love, Need & Want You" e "If Only You Knew", quest'ultima realizzata utilizzando solo sintetizzatori sparsi e lavoro della tastiera per integrare il suono dal vivo. Durante le sessioni del 1982, LaBelle registrò anche la ballata "Hero", che in seguito divenne un successo per Gladys Knight & The Pips nel 1983. La versione di LaBelle non fu mai inclusa nell'album. L'ultima canzone registrata nelle sessioni del 1982 è stata la ballata soul country "Love Bankrupt", scritta da Cecil e Linda Womack dei Womack & Womack . Dopo una pausa dal suo lavoro in A Soldier's Story, LaBelle è tornata per terminare l'album nelle sessioni del 1983, producendo la canzone dance "I'll Never, Never Give Up". Composta da Leon Huff, l'utilizzo dei sintetizzatori nella canzone avrebbe portato Patti LaBelle a registrare in seguito "New Attitude". Ha anche registrato una cover della canzone jazz , " Lover Man (Oh, Where Can You Be?) " e un groove funk, "When Am I Gonna Find True Love". Oltre a queste canzoni, Gamble & Huff ha inciso una canzone scartata da The Spirit's in It, una canzone funk leggera intitolata "Body Language".

## Accoglienza
| Recensione    | Giudizio |
| ------------- | -------- |
| AllMusic      | [ 2 ]    |
| Rolling Stone | [ 3 ]    |

I'm In Love Again fu pubblicato nel novembre 1983. L'album ottenne un successo commerciale dopo che l'album divenne il primo di Patti LaBelle a raggiungere la top 40 della Billboard 200. Raggiunse inoltre il numero quattro nella classifica degli album R&B. Con vendite di oltre 500 000 copie, I'm in Love Again è stato certificato oro dalla Recording Industry Association of America alla fine del 1984.
L'album ha lanciato due singoli: "If Only You Knew" e "Love, Need and Want You". La prima traccia ha raggiunto il numero uno nella classifica dei singoli R&B. Arrivò anche al quarantaseiesimo posto nella classifica Hot 100 di Billboard. "Love, Need and Want You" ha raggiunto il numero dieci della classifica dei singoli R&B sebbene non sia mai entrata nelle classifiche pop. "I'll Never, Never Give Up" ottenne solo un piccolo successo nelle classifiche dance.

## Tracce
1. "I'm in Love Again" (Bunny Sigler, James Sigler) (5:38)
2. "Lover Man (Oh Where Can You Be?)" (Jimmy Davis, Jimmy Sherman, Ram Ramirez) (4:05)
3. "Love, Need and Want You" (Kenny Gamble, Bunny Sigler) (4:58)
4. "If Only You Knew" (Cynthia Biggs, Kenny Gamble, Dexter Wansel) (4:45)
5. "Body Language" (Harold Payne, Pete Luboff, Pat Luboff) (4:45)
6. "I'll Never, Never Give Up" (Stephanie Huff, Leon Huff) (5:20)
7. "Love Bankrupt" (Cecil Womack, Linda Womack) (4:32)
8. "When Am I Gonna Find True Love" (Richard Roebuck, Joseph B. Jefferson, Charles B. Simmons) (4:24)